# Crooksville

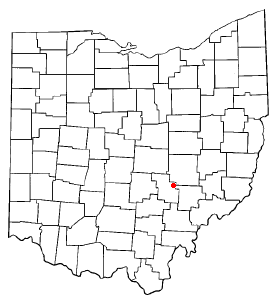
Crooksville na planie stanu Ohio

Crooksville – wieś w USA, w stanie Ohio, w hrabstwie Perry. Do roku 1986 w miejscowości istniała fabryka ceramiki, mająca swoich zrzeszonych sympatyków do dziś.
Liczba mieszkańców w 2010 roku wynosiła 2534, a w roku 2012 wyniosła 2518.